# Zentralverband deutscher Konsumgenossenschaften

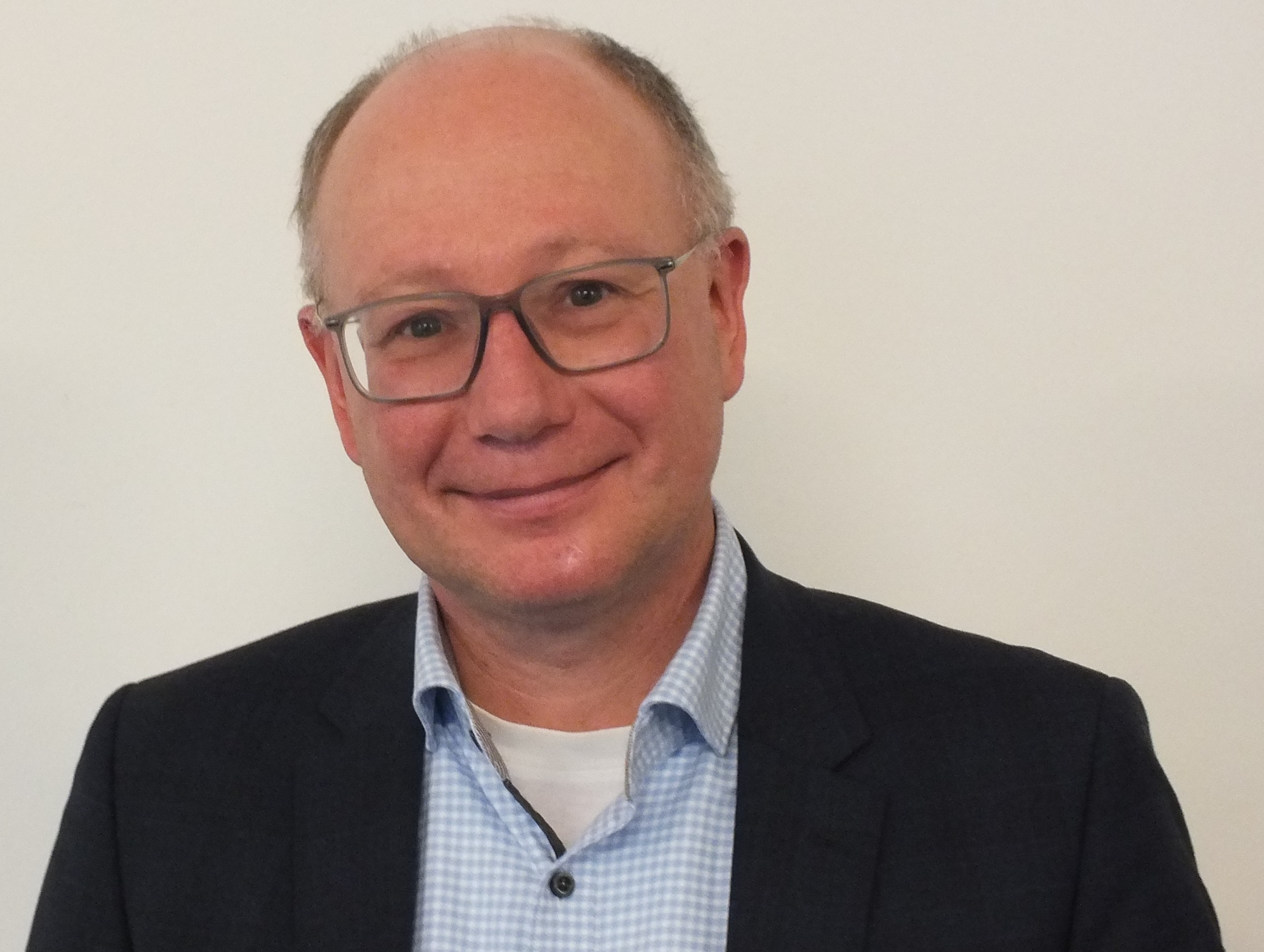
Mathias Fiedler (2021), Vorstandssprecher des Zentralverbandes deutscher Konsumgenossenschaften

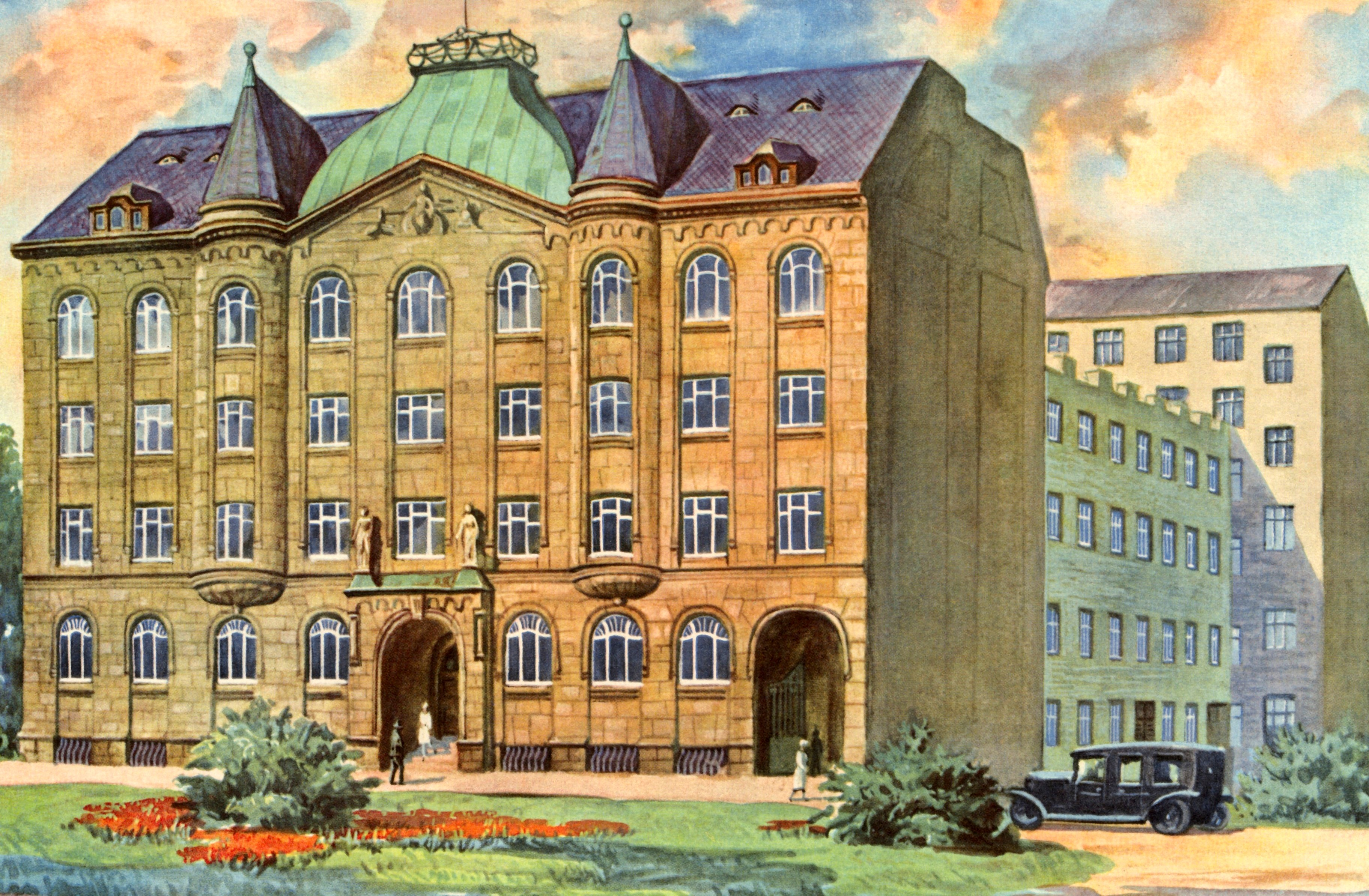
Verwaltungsgebäude des Zentralverbandes der Konsumgenossenschaften (ZdK) am Besenbinderhof in Hamburg um ca. 1905

Der Zentralverband deutscher Konsumgenossenschaften e. V. (ZdK) ist eine Interessenvertretung von Unternehmen und Personenvereinigungen in Deutschland, die in der Rechtsform einer Genossenschaft verfasst sind und ihre Mitglieder mit Konsumgütern, Dienstleistungen, Energie oder ähnlichen Leistungen versorgen.

## Geschichte
Der Zentralverband deutscher Konsumgenossenschaften e. V. wurde als Dachverband 1903 in Dresden als Zentralverband deutscher Konsumvereine gegründet und hat seitdem seinen Sitz in Hamburg, der damaligen Hochburg der Genossenschaften und der Gemeinwirtschaft. Zur Gründung kam es, weil im Jahre 1902 der bürgerlich-konservative Allgemeine Verband der deutschen Erwerbs- und Wirtschaftsgenossenschaften, die SPD und den Gewerkschaften nahestehende Genossenschaften (die sogenannte „Hamburger Richtung“) ausschloss. Der Zentralverband deutscher Konsumgenossenschaften e. V. (ZdK) ist als eingetragener Verein der Interessenverband der Konsumgenossenschaften in Deutschland. Seine Organe sind der Vorstand, Verbandsrat und der Verbandstag. Das frühere Verwaltungsgebäude steht neben dem Gewerkschaftshaus am Besenbinderhof.

Gesamtvorstand des ZdK 1903, v. l. Karl Schmidtchen, Konrad Barth, Max Radestock (Vorsitzender), Heinrich Kaufmann (Sekretär)

Auf seinem Höhepunkt 1922 hatte der ZdK 1350 Mitgliedsgenossenschaften, die einen Umsatz von 1,24 Milliarden Reichsmark erwirtschafteten. Die Genossenschaften waren damit zu einem bedeutenden Wirtschafts- und Machtfaktor geworden. Sie wurden deshalb auch als „dritte Säule“ der Arbeiterbewegung bezeichnet.
Nach der Machtübernahme durch die Nationalsozialisten besetzte die SA am 2. Mai 1933 das Verwaltungsgebäude des ZdK in Hamburg. Der ZdK wurde aufgelöst und trat erst nach dem Krieg wieder unter dem alten Namen auf.
Die Krise der Konsumgenossenschaften ab den 1970er-Jahren und der Zusammenbruch der Co op AG hatten zu Mitgliederverlusten und einer Neuausrichtung geführt.

## Vorstandsmitglieder
Bekannte Vorstandsmitglieder im Zentralverband waren von 1948 bis 1964 Erwin Hasselmann, Erich Potthoff 1957–1963, Oswald Paulig 1975–1987, Burchard Bösche 2000–2011.
Von 1990 bis 1998 war Olaf Scholz Syndikus beim Zentralverband deutscher Konsumgenossenschaften.

## Heutige Entwicklung
Heute entwickelt der Verband den Genossenschaftsgedanken weiter, indem er die Neugründung von Genossenschaften im Dienstleistungssektor fördert. Genossenschaften in der Energie-Versorgung wie Green Planet Energy, Schulen, Dorfläden, Weltläden, Buchhandlungen, Kinos, Wohnprojekte, Kaffeeimporteure, Wohnungsbaugenossenschaften, Historiker und Unternehmensberater bilden den Kern der ZdK-Mitgliedschaft.
1955 wurde vom Zentralverband deutscher Konsumgenossenschaften die Heinrich-Kaufmann-Stiftung wieder gegründet, die heute das Hamburger Genossenschaftsmuseum betreibt.